# Argiope buehleri
Argiope buehleri là một loài nhện trong họ Araneidae.
Loài này thuộc chi Argiope. Argiope buehleri được Ehrenfried Schenkel-Haas miêu tả năm 1944.